# Legumi

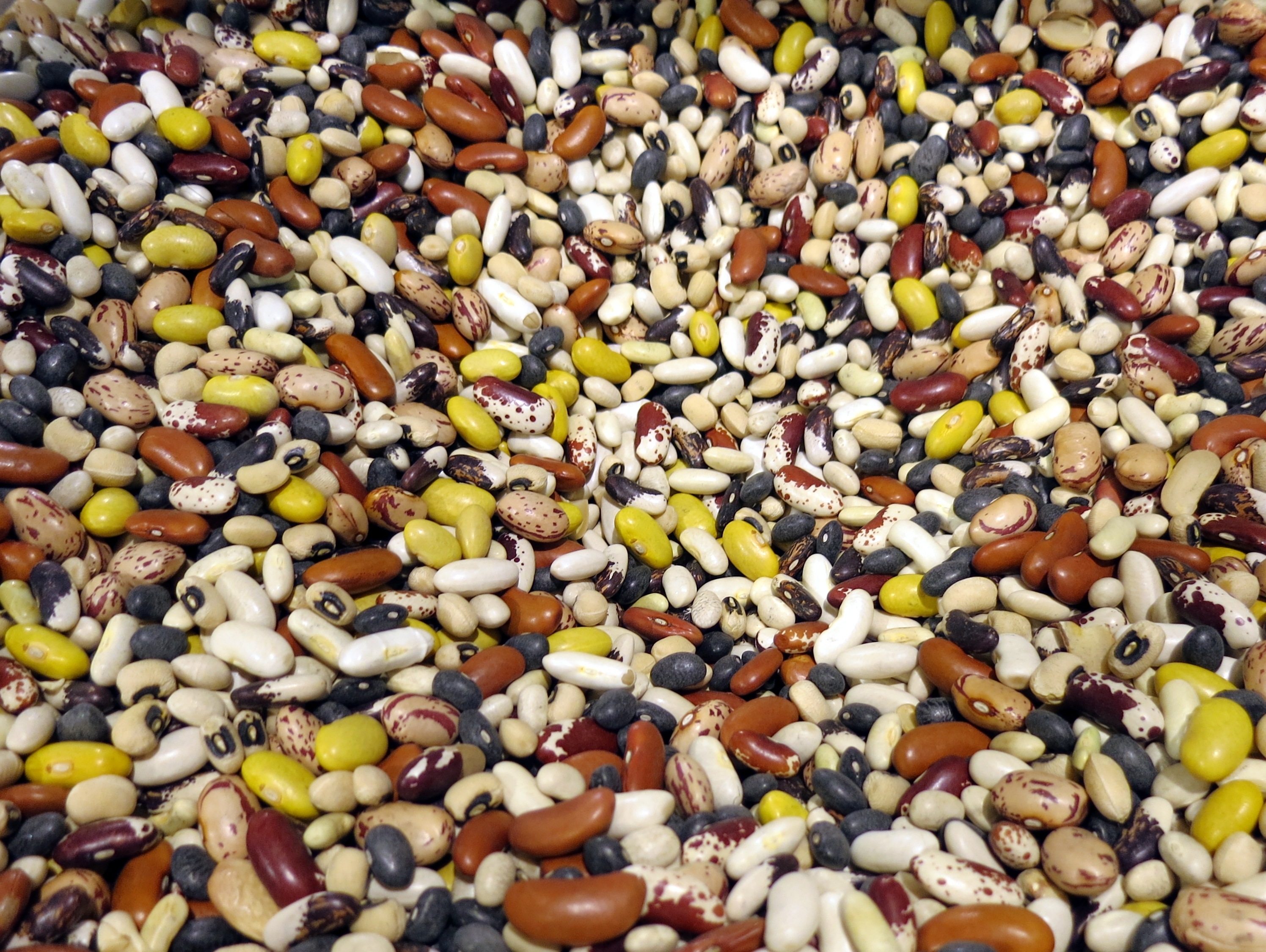
Legumi misti in vendita a Vancouver, in Canada.

In gastronomia, i legumi sono un insieme di grandi semi commestibili di diverse piante della famiglia delle Fabaceae, che vengono utilizzati tendenzialmente come verdura.
Dal punto di vista botanico, invece, con legume (o baccello), ci si riferisce al frutto di tali piante, che fa da contenitore ai semi.

## Utilizzo
Spesso nell'alimentazione i legumi vengono associati ai cereali, in quanto questi due tipi di alimenti si integrano a vicenda dal punto di vista nutrizionale.
I legumi forniscono anche un importante apporto energetico, essendo costituiti per lo più da carboidrati, sono inoltre fonte di acido folico, vitamina B1, vitamina H, diversi minerali tra i quali ferro, zinco e magnesio, fibre.
Nei legumi sono presenti tre oligosaccaridi: raffinosio, stachiosio e verbascosio (in quantità massime nei legumi secchi, minime in fagioli e piselli freschi), che non vengono digeriti dagli enzimi del tratto gastrointestinale e fermentano nella flora batterica del colon, con una produzione di gas da 3 a 6 volte maggiore degli altri nutrienti.